# Kraakfornuis

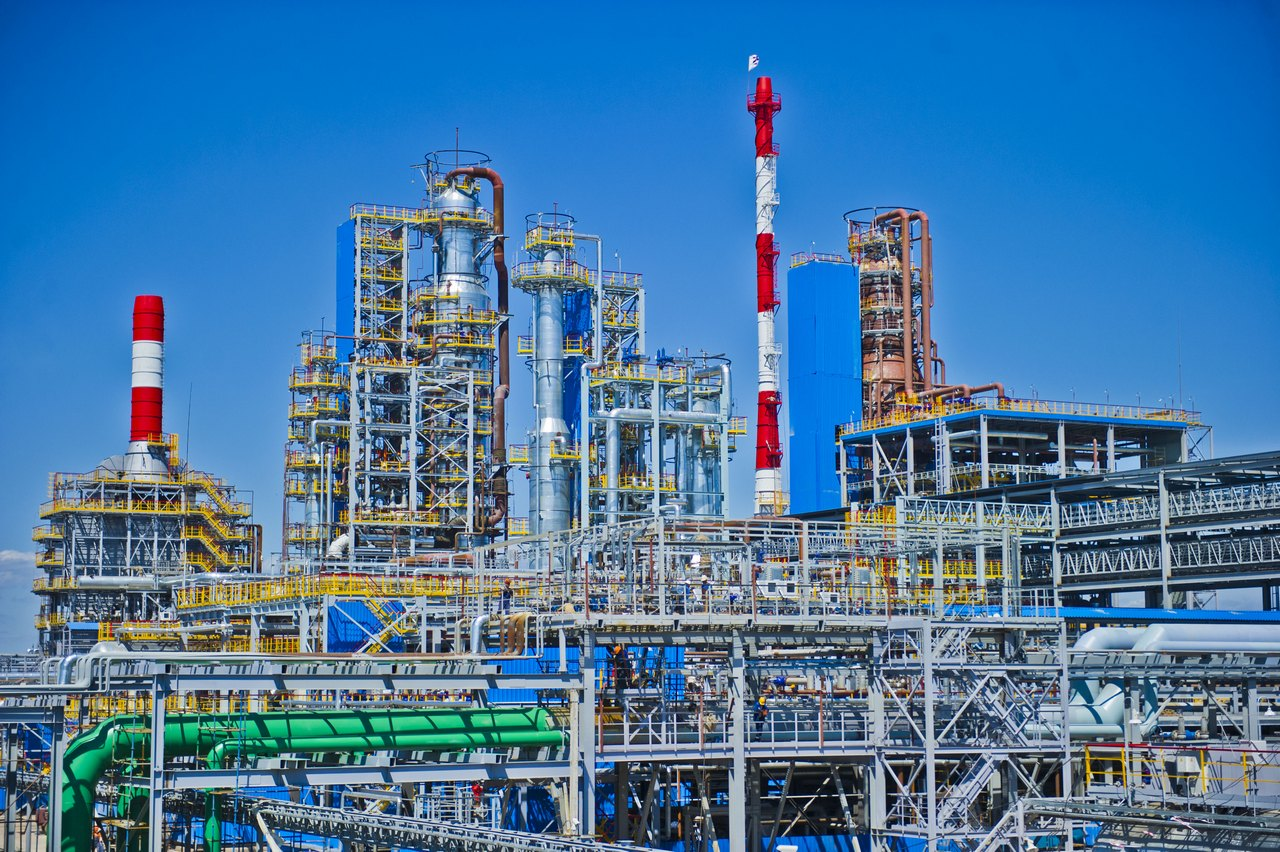
Links een fornuis, midden en rechts reactors en onder pijpenbruggen

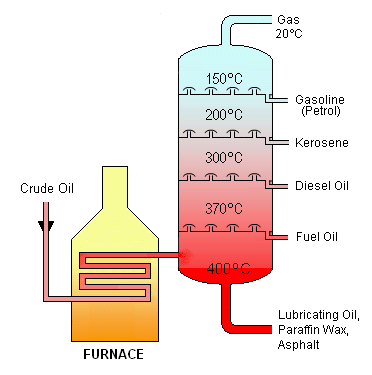
Een kraakfornuis

Een kraakfornuis is een installatie op een petrochemische fabriek, waar aardolie of aardolieproducten worden gekraakt. Met deze scheikundige techniek wordt de grondstof door in opeenvolgende processen steeds verder te kraken tot steeds hoogwaardiger producten omgezet.
Een fabriek als Shell Moerdijk ontvangt bijvoorbeeld via pijpleidingen nafta, gasolie en lpg uit raffinaderijen en verwerkt die in zo'n 20 kraakfornuizen tot basischemicaliën voor de kunststoffenindustrie, zoals monomeren.
Om de ordes van grootte te bepalen moet men denken aan langwerpige stalen constructies van zo'n 15 meter lang, 4 meter breed en pakweg 20 meter hoog, met een metalen schoorsteen. Inwendig voorzien van wanden met vuurvaste stenen. De reactieomstandigheden in een kraker kunnen temperaturen zijn van zo'n 850 °C, afhankelijk van de grondstof en de producten.